# Pedro Horrillo Muñoz
Pedro Horrillo Muñoz (Eibar, Guipúscoa, 27 de setembre de 1974) és un ciclista basc, professional entre el 1998 i el 2009.
Es dedicà al ciclisme després d'haver acabat els seus estudis de filosofia. Era conegut per les seves facultats a l'hora de decidir l'estratègia o posicionar-se dins el gran grup. En el seu palmarès com a professional hi ha vuit victòries, majoritàriament aconseguides a l'esprint o atacant en el darrer quilòmetre de la cursa. Destaquen una victòria d'etapa a la París-Niça de 2004 i una altra a la Volta a Catalunya de 2005. Es va retirar a començaments del 2010 després de no poder-se recuperar d'una greu caiguda patida al Giro d'Itàlia de 2009 que quasi li costà la vida.

## Palmarès
- 2000
  - Vencedor d'una etapa de la Volta a Portugal
- 2001
  - Vencedor d'una etapa de la Volta a la Baixa Saxònia
- 2002
  - Vencedor d'una etapa de la Bicicleta Basca
- 2003
  - Vencedor d'una etapa de la Uniqa Classic
- 2004
  - Vencedor d'una etapa de la París-Niça
  - Vencedor d'una etapa del Dauphiné Libéré
  - Vencedor d'una etapa de la Uniqa Classic
- 2005
  - Vencedor d'una etapa de la Volta a Catalunya
- 2006
  - Vencedor d'una etapa de la Volta a Saxònia

### Resultats al Tour de França

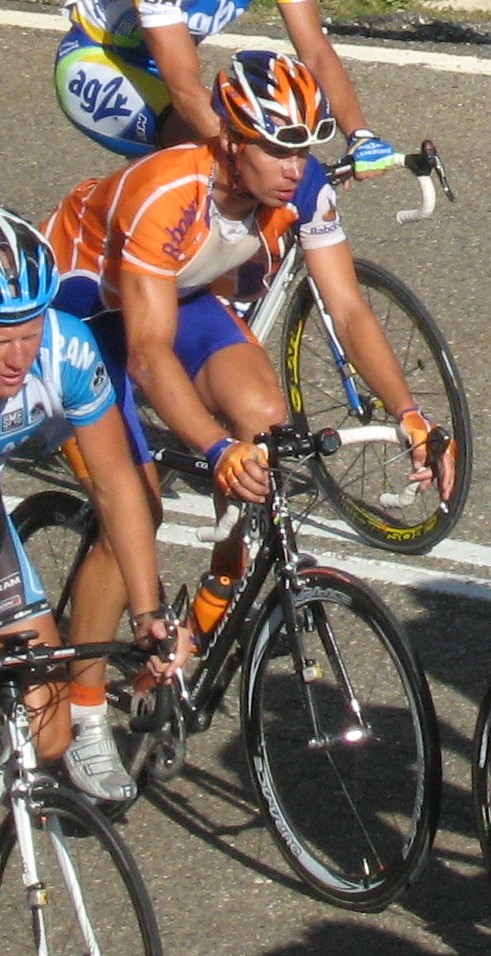
Horrillo a la Volta a Espanya 2008

- 1999. 135è de la classificació general
- 2002. 107è de la classificació general

#### Resultats a la Volta a Espanya
- 2001. 76è de la classificació general
- 2002. Abandona
- 2003. 124è de la classificació general
- 2004. 88è de la classificació general
- 2005. 105è de la classificació general
- 2006. 106è de la classificació general
- 2007. 140è de la classificació general
- 2008. 117è de la classificació general

#### Resultats al Giro d'Itàlia
- 1998. Fora de control (17a etapa)
- 2007. 121è de la classificació general
- 2009. Abandona (8a etapa)